# Lekkie Podwozie Gąsienicowe
Lekkie Podwozie Gąsienicowe (LPG), również: Uniwersalny Nośnik Gąsienicowy – polski lekki transporter opancerzony i podwozie systemów uzbrojenia opracowane przez Hutę Stalowa Wola S.A.

## Historia
Pojazd został skonstruowany w odpowiedzi na potrzebę wozu dowodzenia dla Dywizjonowego Modułu Ogniowego Regina samobieżnych armatohaubic Krab. Początkowo w 2004 roku wóz dowodzenia systemu kierowania ogniem Azalia zabudowano na kołowym transporterze Ryś, który jednak nie został przyjęty w szerszym zakresie na uzbrojenie Wojska Polskiego. W 2008 roku Wojska Lądowe zdecydowały wykorzystać na potrzeby wozów dowodzenia przebudowane podwozia wycofywanych haubic samobieżnych 2S1 Goździk, produkowanych wcześniej przez Hutę Stalowa Wola (HSW) na licencji radzieckiej. Głęboka przebudowa pojazdów została opracowana przez Centrum Produkcji Wojskowej HSW we współpracy z niemiecką firmą FFG (Flensburger Fahrzugbau GmbH), która opracowała nowoczesny zespół napędowy G4 typu powerpack (silnik ze skrzynią biegów i osprzętem), hydrostatyczny układ przeniesienia napędu i stanowisko kierowcy. W ten sposób powstał pojazd nazwany przez producenta Lekkie Podwozie Gąsienicowe (LPG), określany też od pierwszego zastosowania jako WD/WDSz.  
Pierwszy prototyp LPG został ukończony w 2009 roku i zaprezentowany na salonie MSPO we wrześniu tego roku. W kolejnym roku zamontowano na nim wyposażenie wersji dowódczo-sztabowej, z którym pomyślnie ukończył badania typu w 2011 roku. Pierwsze trzy wozy dowodzenia (prototyp WDSz i dwa WD) zostały przekazane armii 30 listopada 2012 roku, w składzie pierwszego modułu dywizjonowego haubic Krab. Do 2017 roku 11 Mazurski Pułk Artylerii otrzymał etatowe 11 pojazdów (2 WDSz dowódcy i szefa sztabu dywizjonu i 9 WD dowódców baterii i plutonów ogniowych). Do 2024 roku mają być dostarczone dalsze 44 pojazdy, w tym 4 WDSz. Do końca 2021 roku dostarczono ogółem 37 pojazdów. 
Kilka pojazdów przekazano Siłom Zbrojnym Ukrainy wraz z haubicami Krab podczas inwazji Rosji wiosną 2022 roku.

## Opis
Konstrukcja pojazdu opiera się na podwoziu produkowanych w HSW licencyjnych haubic samobieżnych 2S1 Goździk. W jego konstrukcji wykorzystano dolną część tzw. „wannę”, z odkupowanych od wojska podwozi wycofywanej haubicy Goździk razem z  kołami jezdnymi, napędowymi i napinającymi, a wyższa przednia płyta i nadbudówka zostały wykonane na nowo w HSW z blach pancernych grubości 10 mm. Podwozie posiada 7 par kół jezdnych. Zawieszenie kół jezdnych, niezależne, oparte na wahaczach i wałkach skrętnych. Tzw. „wanna” była dodatkowo od wewnątrz wzmacniana opancerzeniem ze stali ARMOX i podwyższana pod zabudowę wozów dowodzenia lub przystosowana do instalacji systemu wieżowego moździerza Rak . 
Wprowadzone w latach 80. XX wieku, rosyjskie wozy automatycznego dowodzenia artylerią 1 W12 Maszyna, używane w wojsku polskim, zbudowane na siedmiokołowym podwoziu MT-LBu, identycznym z Goździkiem, były „dawcą organów” – elementów układów jezdnych i zawieszenia – dla nowych Lekkich Podwozi Gąsienicowych, budowanych też na kupowanych podwoziach 2S1 z uszkodzonym układem jezdnym i zwieszeniem
Największą różnicą, w stosunku do protoplasty 2S1, poza wyglądem kadłuba, jest zastosowany system napędowy. Napęd stanowi chłodzony cieczą, 6-cylindrowy silnik wysokoprężny MTU 6V199 TE20 o mocy 260 kW i maksymalnym momencie obrotowym 1730 Nm. Jednostka napędowa sprzężona jest z automatyczną przekładnią LSG-1000 marki ZF Friedrichshafen AG. Zespół napędowy w postaci power-packa umieszczony jest z przodu pojazdu, co poprawia bezpieczeństwo załogi oraz usprawnia serwisowanie. Pomimo stosunkowo niewielkiej masy (16-17 t.) pojazd nie posiada zdolności pływania. Podwozie posiada możliwość zainstalowania systemu wieżowego, osadzonego w tylnej części kadłuba.
W 2019 roku zaprezentowano dla moździerza samobieżnego M120G demonstrator pojazdu z zawieszeniem hydropneumatycznym firmy Horstman. Dalszy rozwój LPG zakłada zastosowanie ulepszonego układu jezdnego z sześcioma kołami nośnymi w miejsce siedmiu, z trzema kołami podtrzymującymi na każdej z burt, i tym samym rezygnację z elementów podwozia 2S1 na rzecz nowo wykonanych. Zwiększy to masę pojazdu z 18 do 21 ton, ale przy tym zostanie zmniejszona pracochłonności i koszty wykonania pojazdu.
Tak zmodernizowane i przeprojektowane podwozie zostało zaprezentowane na Międzynarodowym Salonie Przemysłu Obronnego MSPO 2024 w Kielcach, jako zmodernizowany 120 mm moździerz M120G Rak, oraz prototyp wozu ewakuacji medycznej.

## Wersje
M120G – nośnik I prototypu gąsienicowego moździerza kalibru 120 mm.
Artyleryjski Wóz Dowodzenia WD – pojazd wchodzi w skład Dywizjonowego Modułu Ogniowego (DMO) Regina dla armatohaubic AHS Krab.
Wóz Dowódczo-sztabowy WDSz  – pojazd wchodzi w skład Dywizjonowego Modułu Ogniowego (DMO) Regina dla armatohaubic AHS Krab.
M120G – zmodernizowany nośnik gąsienicowy nowego prototypu moździerza kalibru 120 mm.
Wóz ewakuacji medycznej, prototypowy gąsienicowy transporter sanitarny.

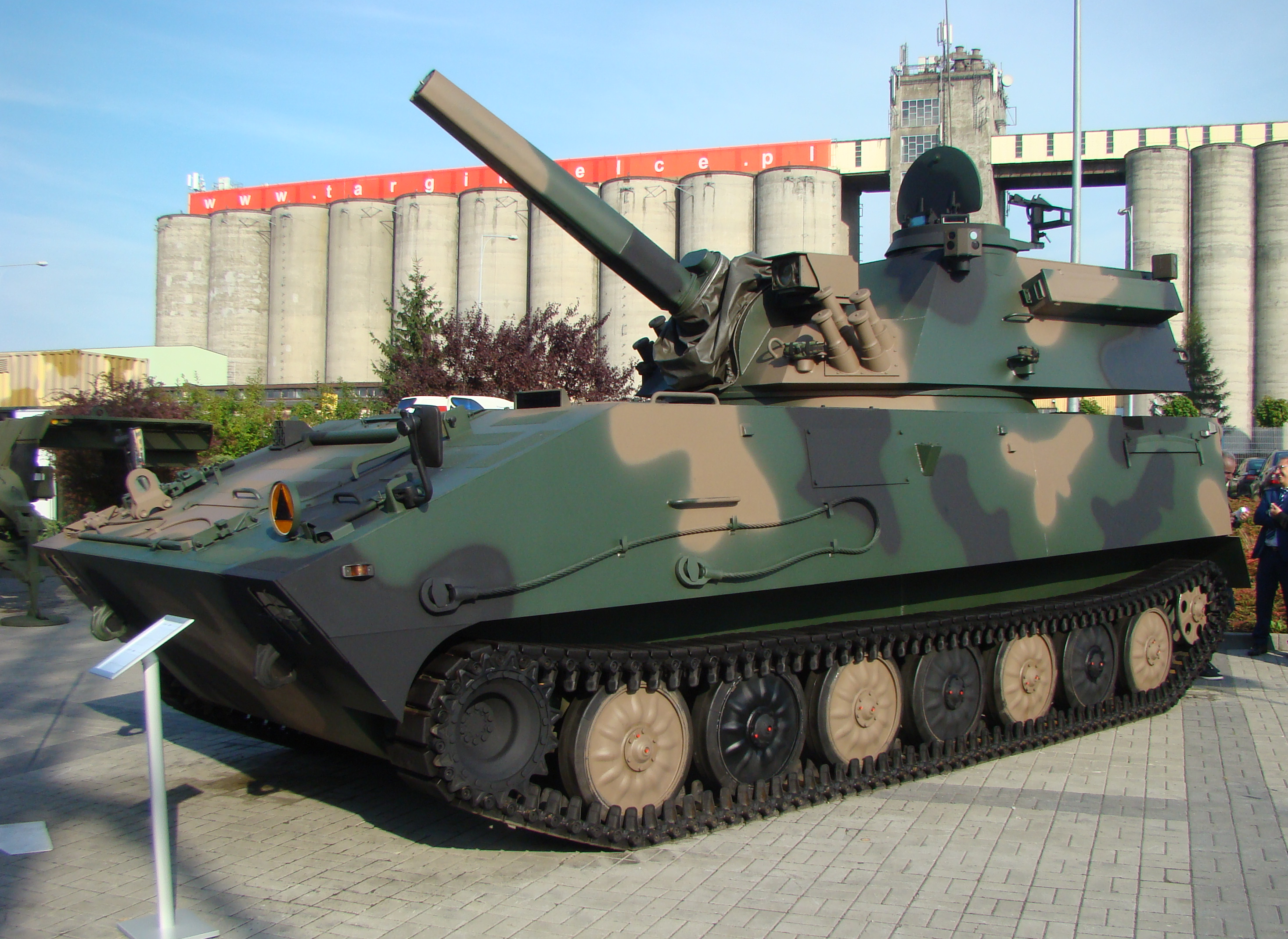
Rak SMG120 na podwoziu LPG
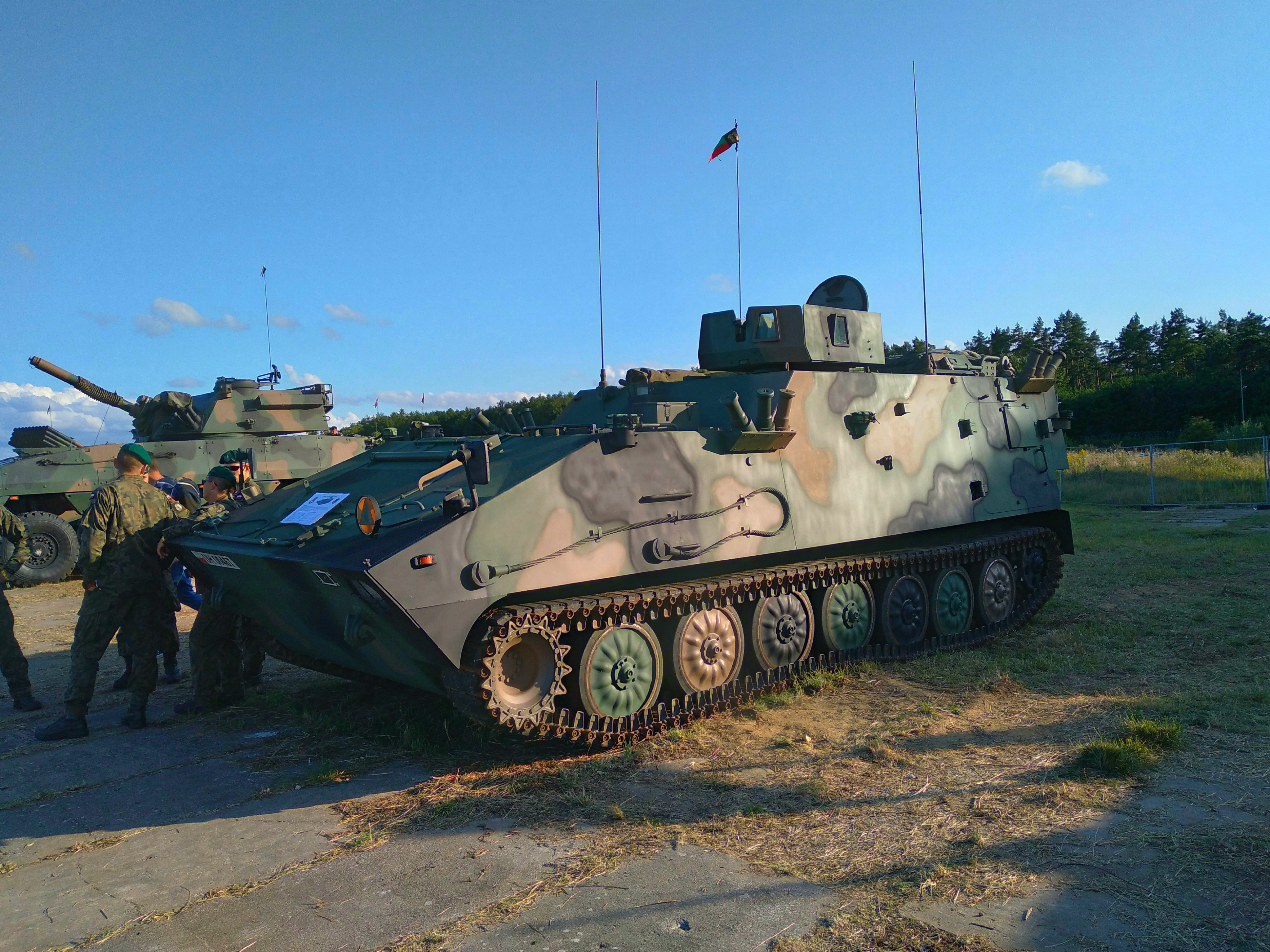
Wóz Dowódczo-sztabowy WD/WDSz
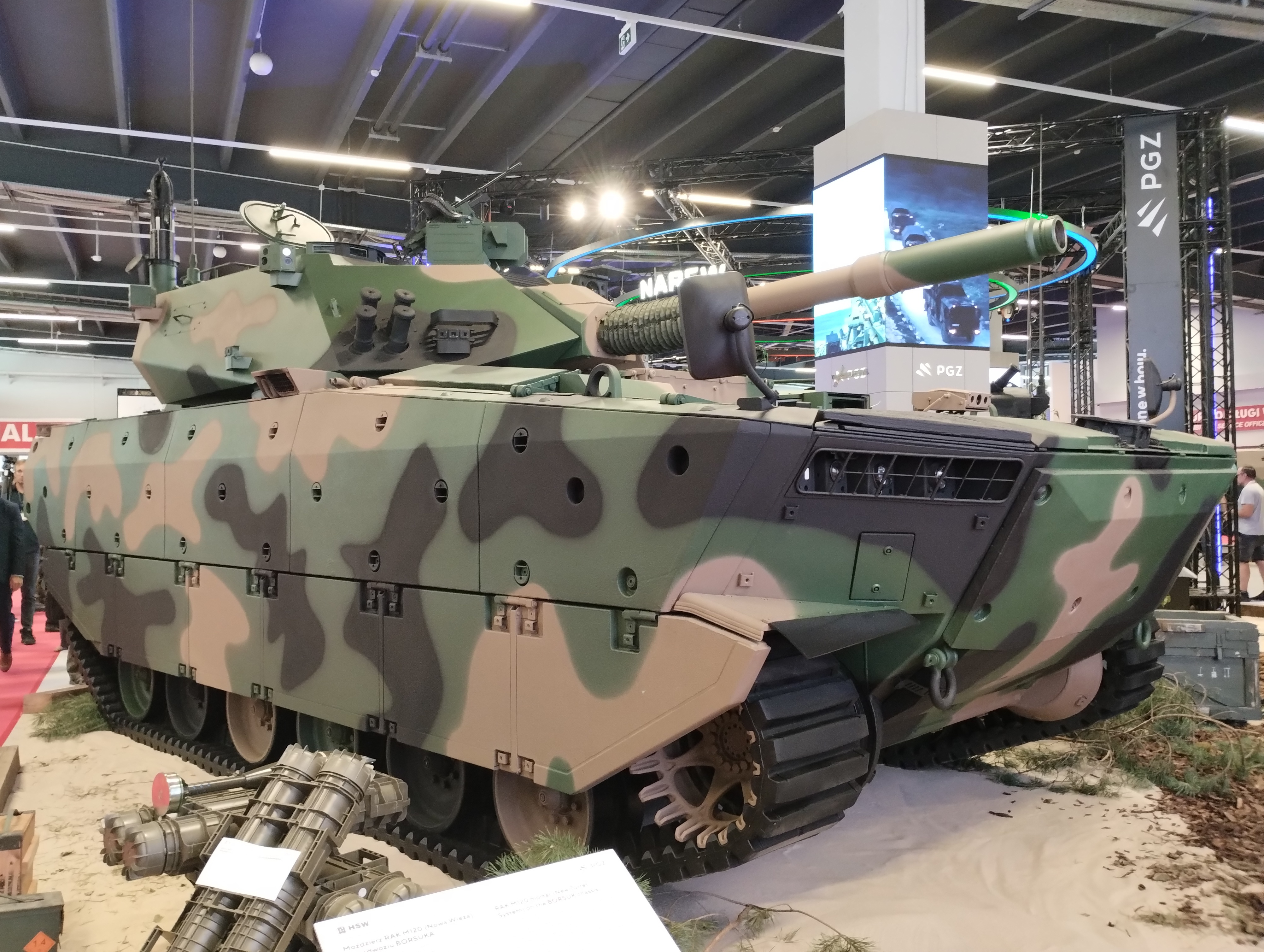
M120G Rak (2024)